# Volvaria primulina
Volvaria primulina är en svampart som först beskrevs av Cooke & Massee, och fick sitt nu gällande namn av Pier Andrea Saccardo 1891. Volvaria primulina ingår i släktet Volvaria och familjen Pluteaceae.   Inga underarter finns listade i Catalogue of Life.